# Gangubai Kathiawadi
Gangubai Kathiawadi là một bộ phim chính kịch tội phạm tiểu sử nói tiếng Hindi của Ấn Độ năm 2022 đạo diễn bởi Sanjay Leela Bhansali và được sản xuất bởi Jayantilal Gada và Bhansali. Các ngôi sao điện ảnh Alia Bhatt là nhân vật chính trong khi Shantanu Maheshwari, Vijay Raaz, Indira Tiwari và Seema Pahwa đóng các vai quan trọng với Ajay Devgn nổi bật trong một sự xuất hiện khách mời mở rộng.
Bộ phim dựa trên câu chuyện có thật của Gangubai Harjivandas, phổ biến được biết đến như Gangubai Kothewali, cuộc đời của người đã được ghi lại trong cuốn sách Mafia Queens of Mumbai được viết bởi S. Hussain Zaidi. Phim miêu tả sự vươn lên của một cô gái giản dị đến từ Kathiawad người không có lựa chọn nào khác ngoài việc nắm lấy những con đường của số phận và xoay chuyển nó theo hướng có lợi cho cô ấy.
Gangubai Kathiawadi công chiếu lúc Liên hoan phim quốc tế Berlin thứ 72 vào ngày 16 tháng 2 năm 2022, và được công chiếu tại rạp vào ngày 25 tháng 2 năm 2022.

## Dàn diễn viên và phân vai
- Alia Bhatt Vai diễn Ganga Jagjivandas hay còn gọi là Gangubai Kathiawadi
- Shantanu Maheshwari Vai diễn Afsaan
- Vijay Raaz Vai diễn Raziabai
- Indira Tiwari Vai diễn Kamli
- Seema Pahwa Vai diễn Sheela Maasi
- Varun Kapoor Vai diễn Ramnik Lal [8]
- Jim Sarbh Vai diễn Nhà báo Amin Faizi
- Ajay Devgn trong một khách mời mở rộng như Rahim Lala, (dựa trên Karim Lala).[9]
- Huma Qureshi xuất hiện đặc biệt trong bài hát "Shikayat"[10]
- Rahul Vohra Vai diễn Thủ tướng (Jawaharlal Nehru)[11]
- Anmol Kajani Vai diễn  Birju
- Prashant Kumar Vai diễn Badri
- Raza Murad Vai diễn Khách của Lala
- Chhaya Kadam Vai diễn Rashmibai
- Mitalee Jagtap Vai diễn Kusum
- Pallavi Jadhav Vai diễn Rama
- Kruti Saxena Vai diễn Nimmi
- Sonal Sagore Vai diễn Banno
- Lata Singh Vai diễn Lata
- Ekta Shri Vai diễn Ekta
- Abhirami Bose Vai diễn Abhirami
- Chum Darang Vai diễn Chum
- Baldev Trehan Vai diễn Thợ may
- Jahangir Khan Vai diễn Shaukat Khan Pathan
- Faiz Khan Vai diễn Liyakat